# Yusuf Barası
Yusuf Barası (* 31. März 2003 in Alkmaar) ist ein türkisch-niederländischer Fußballspieler. Er spielt auf der Position des Mittelstürmers und läuft für Adana Demirspor auf.

## Karriere

### Verein
Yusuf Barası, als Sohn türkischer Eltern in den Niederlanden geboren und aufgewachsen, begann mit dem Fußballspielen bei den VV Kolping Boys, einem Amateurverein in Alkmaar, bevor er innerhalb besagter Gemeinde – gehört zur Provinz Noord-Holland – in das Nachwuchsleistungszentrum des AZ Alkmaar wechselte. Am 13. Januar 2020 debütierte er in einer Profiliga, als er beim 3:1-Sieg in der Keuken Kampioen Divisie, der zweiten niederländischen Liga, gegen TOP Oss für die zweite Mannschaft zum Einsatz kam. Neun Monate später – am 29. Oktober 2020 – folgte Barasıs erstes Spiel für die Profimannschaft, als er beim 4:1-Sieg im Gruppenspiel in der Europa League gegen HNK Rijeka eine Minute vor Ende der regulären Spielzeit für Albert Guðmundsson eingewechselt wurde. Trotzdem debütierte er erst über ein Jahr später am 2. Dezember 2021 in der Eredivisie gegen Fortuna Sittard. Anschließend wurde er in der Winterpause fest in den Profikader integriert.
Ende August 2023 wechselte er in die Türkei zu Adana Demirspor.

### Nationalmannschaft
Yusuf Barası spielte von 2017 bis 2018 in 4 Spielen für die niederländische U15-Nationalmannschaft. Am 26. Oktober 2018 absolvierte er beim 2:0-Sieg im Freundschaftsspiel in Pelki gegen Ungarn sein einziges Spiel für die niederländische U16-Auswahl, wobei ihm auch ein Tor gelang. Im Jahr 2019 kam Barası zu 8 Partien für die niederländischen U17-Junioren (5 Tore). Später entschied sich Yusuf Barası für die türkischen Auswahlmannschaften und debütierte am 17. November 2020 beim 3:0-Sieg im EM-Qualifikationsspiel in Samsun für die türkische U21-Nationalmannschaft.